# Michel Babatunde
Michel Babatunde (Lagos, 24 de dezembro de 1992) é um futebolista profissional nigeriano, atua como defensor, atualmente defende o FC Volyn Lutsk.